# Week End (песня X Japan)
«Week End» — сингл японской метал-группы X Japan (на тот момент — X), выпущенный 21 апреля 1990 года.
Заглавная песня сингла несколько отличается от её альбомной версии из Blue Blood: она содержит изменённое гитарное соло и дополнительный пианинный бридж. Сторона «Б» включает концертное исполнение песни «Endless Rain», записанное 4 февраля 1990 года на арене «Ниппон Будокан». Концертная версия «Week End» вышла на стороне «Б» сингла 1996 года «Crucify My Love».

## Коммерческий успех
Сингл достиг 2-го места в чарте Oricon и пребывал в нём 16 недель. В 1990 году его продажи составили 291 440 копий, таким образом он стал 32-м самым продаваемым синглом года и получил золотую сертификацию Японской ассоциации звукозаписывающих компаний.

## Список композиций
Автор всех композиций — Ёсики.
| №  | Название                           | Длительность |
| -- | ---------------------------------- | ------------ |
| 1. | «Week End» (новая версия)          | 5:45         |
| 2. | «Endless Rain» (концертная версия) | 6:57         |

## Участники записи
- Тоси — вокал
- Пата — гитара
- Хидэ — гитара
- Тайдзи — бас-гитара
- Ёсики — ударные, клавишные